# Philippine (Pays-Bas)
Pour les articles homonymes, voir Philippine.
Philippine est une ville appartenant à la commune néerlandaise de Terneuzen, situé dans la province de la Zélande, en Flandre zélandaise. En 2009, le village comptait 2 153 habitants.

## Histoire
Le polder Philippine (nl) et sa capitale fortifiée éponyme furent fondés au début du XVIe siècle par Jérôme Laurin, seigneur de Watervliet, qui les nomma ainsi en l'honneur de Philippe le Beau, roi consort de Castille et seigneur des Dix-Sept Provinces. Il voulait y construire dans le comté de Flandre un grand port concurrent de celui d'Anvers en Brabant mais sa mort prématurée, la guerre de Quatre-Vingts Ans et  la profondeur supplémentaire nécessaire au fort tirant d'eau des navires commerçant avec les Amériques récemment découvertes, firent que ce grand port ne vit jamais le jour.